# Miyoshi Shōichi

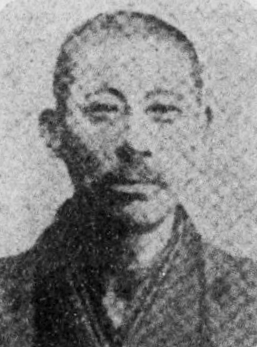
Miyoshi Shōichi

Miyoshi Shōichi (japanisch 三吉 正一; * 1853 (Kaei 6); † 1906) war ein japanischer Elektrotechniker.

## Leben und Wirken
Miyoshi Shōichi war Techniker im Staatsbetrieb zur Herstellung von Telegraphie-Instrumenten.
1878 entwickelte er eine Maschine zum Überziehen von Kupferdrähten mit Seide. In den frühen 1880ern begannen dann einige Betriebe mit der Herstellung von isolierten Drähten.
1883 gründete er seine Fabrik zur Herstellung von elektrischen Maschinen. Als 1895 die erste elektrische Eisenbahn in Japan in Kyoto begann, hatte er die Motoren geliefert.
1890 gründete er zusammen mit Fujioka Ichisuke (藤岡 市助, * 1857, † 1918) die Hakunetsu-sha (白熱社, dt. „Unternehmen Weißglut“), Japans erste Fabrik für Glühlampen in Yariya-chō, Kyōbashi.
Im Laufe der Zeit entwickelte sich das Unternehmen zu einem Hersteller von Konsumprodukten. 1899 wurde das Unternehmen umbenannt in Tōkyō Denki (東京電気, engl. Tokyo Electric Co.).
Diese fusionierte 1939 mit der Shibaura Seisaku-sho (芝浦製作所, engl. Shibaura Engineering Works Co., Ltd.) zu Tōkyō Shibaura Denki (東京芝浦電気), kurz: Toshiba.
Begraben wurde Miyoshi auf dem Friedhof Aoyama.